# Éditions Léo Scheer
Pour les articles homonymes, voir Léo Scheer (homonymie) et Scheer (homonymie).
Les Éditions Léo Scheer sont une maison d'édition française créée à Paris en janvier 2000 par Léo Scheer. Elle est spécialisée dans la publication de livres de littérature générale, de sciences humaines, de photographie.

## Historique
Créée en 2000, les éditions Léo Scheer,,, sont durant les premières années associées aux éditions Farrago, Lignes et Manifeste, Al Dante et Via Valeriano dans le cadre d'une société de diffusion nommée Fédération Diffusion, et développent deux collections, « Laureli » et « Melville ».
En avril 2004, est lancée La Revue littéraire,,.
En 2007, Léo Scheer adapte et édite Gilgamesh, œuvre considérée comme le premier roman de l'humanité,. 
L'expérience m@nuscrits est lancée en 2011, elle permet aux auteurs de leur donner l'espoir d'une publication. La « collection m@n », consiste en une expérience d'édition de livres par internet qui mêle comité de lecture populaire, financement participatif et pré-achat d’œuvres.
Les éditions Léo Scheer sont diffusées en librairie par le groupe Flammarion et distribuées par Union Distribution.
En 2013, tout en en restant propriétaire, Léo Scheer, confie la direction générale à Angie David,,.
Le catalogue de la maison comptait en 2017 environ 750 titres, à raison d'une trentaine de volumes publiés chaque année.

## Quelques auteurs édités
- Liste d'auteurs publiés par les éditions Léo Scheer[25],[26]